# مطار أولاد محمد
مطار أولاد محمد هو مطار يقع في منطقة الجبل الغربي في ليبيا ، ويقع على بعد حوالي 483 كيلومتر (300 ميل) جنوب غرب طرابلس وتبعد عن مدينة بني وليد حوالي426 كيلومتر (265 ميل) في الصحراء الليبية. استخدامه الأساسي هو نقل عمال حقول النفط من منشآت الإنتاج في منطقة الحمادة الحمراء حقل الحمادة النفظي.

## الحرب العالمية الثانية
خلال الحرب العالمية الثانية ، تم استخدام المطار، كمطار عسكري من قبل القوات الجوية للجيش الأمريكي خلال حملة شمال إفريقيا ضد قوات المحور.
وحدات القوات الجوية التاسعة للقوات الجوية الأمريكية التي استخدمت المطار هي:
- سرب القصف رقم 81، ( مجموعة القصف رقم 12 )، من 11 يناير إلى 3 فبراير 1943، ب-25 ميتشل
- سرب القصف 82 دي، ( مجموعة القصف الثانية عشرة )، من 10 يناير إلى 4 فبراير 1943، ب-25 ميتشل [1]

## أنظر أيضا
- النقل في ليبيا
- قائمة المطارات في ليبيا

## روابط خارجية
- خريطة الشارع المفتوحة - مطار أولاد محمد
- مطاراتنا - مطار أولاد محمد

قالب:USAAF 9th Air Force UK